# 花咲く乙女と恋の魔導書
『花咲く乙女と恋の魔導書』（はなさくおとめとこいのグリモア）は、2011年にでぼの巣製作所より発売されたパソコン用恋愛アドベンチャーゲーム。後編『花散る都と竜の巫女』は2012年4月27日発売。
本項では、『花散る都と竜の巫女』についても解説する。

## 概要
『空を仰ぎて雲たかく』『時を奏でる円舞曲』に続く竜少女シリーズの第三作目である本作は、二人の竜少女がギルドを設営し、様々な依頼をこなしていくシミュレーションRPGである。
「女の子の本当の気持ち」をテーマにした本作のシナリオライターはミシマという女性が務め、女性の視点から少女の恋心や性行為に臨むときの心境が描かれている。
なお、ライム役の榊原ゆいが所属する芸能事務所「ラブトラックス」のマスコットキャラクター・ラブトラちゃんがゲスト出演している。

## ストーリー

### 花咲く乙女と恋の魔導書
竜の少女ライムとシーナは、ギルドを創設してほしいという依頼を受け、故郷から離れたところにある村・エリールへと向かっていた。
道中、二人は、アインという少年をモンスターから助け出す。
アインはモンスターの魔法によって少年の姿にされたことを話し、ライムとシーナの頼みを聞いてくれることになった。

### 花散る都と竜の巫女
ある日、シーナたちは合成が失敗して魔力の暴走に巻き込まれ、はるか東方の国へと飛ばされる。
見慣れぬ風景の戸惑う三人を見つけた住民は、姉妹が竜の力を持つことを知ると、城主のもとへと案内した。
城主と謁見した三人は、城主から「さらわれた娘・くくり姫を救い出してほしい」という依頼を受けた。
無事くくり姫を救出した三人は、元の世界へ帰る道を模索しつつ、町のためにもギルドを設立することにした。

## 登場人物

### 花咲く乙女と恋の魔導書
ライム
声：榊原ゆい
本作の主人公の一人。
シーナ
声：北都南
本作の主人公の一人で、ライムの異母姉妹。
アイン
声：神村ひな
竜の姉妹の協力者である駆け出しの合成師の少年。なお、少年の姿をしているのはモンスターの魔法によるものであり、本来は青年の姿をしている。
ドルチェ・フォン・ヴェルクヘイム
声：歩河みぃな
帝国の衰退により没落した貴族の娘。お家復興のためにトレジャーハンターとして一攫千金を狙い、ライムたちのギルドとは対立関係にある。
村長
声：深川緑
エリールの村長で、村を発展させるためにライムらにギルドの創立を依頼した。温厚な性格であり、村民から信頼されている。
ジーザス
声：J-一郎
エリールへ布教に来た神父。2mを超える大男だが、勤務する教会の建物があまりにも小さいため、常に前かがみである。慈悲深い反面、悪行に対しては容赦しない。
アイシア
声：歩河みぃな
アインの幼馴染である、男の娘。右目の眼帯が特徴。また、ぬいぐるみを持ち歩くこともある。毒舌家ながらも、アインに思いを寄せていた。
ルドルフ
声：J-一郎
エリールで工務店を経営する大工。もともとは隣の村の住人だが、村長への恩返しとしてエリールに引っ越した経緯がある。
ババ様
声：西野玖海
趣味で占い師をしている老婆。金次第で占いの結果が変わるが、的中率が高い。
ジェイド
声：はかせ
アインの幼馴染である青年。世界一の服屋になるために故郷を飛び出した後、自分の店を構えることができたという経緯を持つ。
マリーゴールド
声：藤崎さや香
道具屋の経営者。年下の子供に興味があり、ライムとシーナとアインに興味を抱いている。セクシーな見た目に違わぬ卑猥な言動が特徴。
ライラス
声：J-一郎
療養中のベテラン冒険者。
ナルシス
声：深川緑
ドルチェの執事であるドラゴン。黙っていれば美男子だが、かなりのナルシストであり、手の美しさを保ちたいという理由から近距離での戦闘は一切行わず、戦闘時は魔法の使用が中心である。
プロース
声：深川緑
酒場「ダウンザハッチ」の経営者。酒への愛着が強い一方、異性には興味がない。
ラブトラちゃん
ギルドが一定以上の大きさになると現れる商人。

### 花散る都と竜の巫女
ライム
声：榊原ゆい
本作の主人公の一人。
シーナ
声：北都南
本作の主人公の一人で、ライムの異母姉妹。
くくり姫
声：榎津まお
ライムたちが飛ばされた先の国の姫君。
萬璃（まり）
声：藤崎さや香
道具屋の経営者。マリーゴールドとの関係は不明。
アイン
声：神村ひな
非常に腕のいい合成師。魔物によって子供の姿にされているが、実際は青年と言える年齢。
五十畑 草介（いそはた そうすけ）
声：逢坂良太
城下町で書店を営む青年。萬璃を一途に想っている。
荘田 信頼（そうだ のぶより）
アインたちが飛ばされた先である、和の国を治める城主。病がちで常に床に伏せっており、自分はもうあまり長くないことを悟っている。くくり姫を自分の娘として側に置いているが、実子ではない。
三林 市太郎（みばやし いちたろう）
城下町で大工を営む好漢。

## スタッフ・主題歌
- 原画：山本和枝
- 『花咲く乙女と恋の魔導書』OP主題歌「ラブこんぷ！」
  - 歌・作詞・作曲：榊原ゆい / 編曲：椎名俊介
- 『花咲く乙女と恋の魔導書』ED主題歌「乙女の魔法☆」
  - 歌・作詞・作曲：榊原ゆい / 編曲：井ノ原智